# Mörtsjön (Bollnäs socken, Hälsingland)
Mörtsjön är en sjö i Bollnäs kommun i Hälsingland och ingår i Testeboåns huvudavrinningsområde. Sjön är 10 meter djup, har en yta på 0,298 kvadratkilometer och befinner sig 373,2 meter över havet. Sjön avvattnas av vattendraget Saggån.

## Delavrinningsområde
Mörtsjön ingår i det delavrinningsområde (677888-151325) som SMHI kallar för Mynnar i Mödängsbosjön. Medelhöjden är 395 meter över havet och ytan är 10,37 kvadratkilometer. Det finns inga avrinningsområden uppströms utan avrinningsområdet är högsta punkten. Saggån som avvattnar avrinningsområdet har biflödesordning 2, vilket innebär att vattnet flödar genom totalt 2 vattendrag innan det når havet efter 101 kilometer. Avrinningsområdet består mestadels av skog (75 procent) och sankmarker (17 procent). Avrinningsområdet har 0,5 kvadratkilometer vattenytor vilket ger det en sjöprocent på 4,8 procent.